# Twinity
Twinity es el primer mundo virtual 3D en línea que crea réplicas a escala de grandes ciudades de todo el mundo. Twinity ha sido desarrollado por Metaversum GmbH, compañía situada en Berlín, Alemania. El programa ofrece versiones virtuales prácticamente exactas a las ciudades reales, clasificándose como un metaverso con características de «mundo espejo». La fase beta, pública y abierta comenzaron en septiembre de 2008 con el lanzamiento de la ciudad de Berlín como la primera ciudad virtual de Twinity, seguida más tarde por Singapur, Londres, Miami y Nueva York.

## Ciudades creadas

### Berlín
En septiembre de 2008 Berlín fue la primera ciudad virtual en ser abierta.  El alcalde de Berlín, Klaus Wowereit, fue presentado virtualmente con la llave simbólica de la ciudad virtual. La réplica incluía alrededor de 20 kilómetros de ciudad y más de 50 000 edificios reales, los cuales fueron copiados en la capital virtual de Alemania, incluyendo monumentos del antiguo Berlín Este y del Berlín Oeste, como la Torre de telecomunicaciones de Berlín, la Puerta de Brandenburgo, la Potsdamer Platz y el Kurfürstendamm. El visitante virtual también puede apreciar la importancia histórica de la ciudad visitando el museo virtual del Muro de Berlín, que fue inaugurado en noviembre del 2009 para conmemorar los 20 años de la caída del Muro de Berlín en 1989. 
En el museo virtual se puede consultar información de fondo sobre la RDA, desde la construcción del Muro hasta el proceso de reunificación alemana. Dos meses después de la apertura de la ciudad de Berlín en Twinity, el programa alcanzó los 80 000 usuarios registrados.

### Singapur
En agosto de 2009 Metaversum anunció que la segunda ciudad a ser lanzada sería la versión virtual de Singapur. Metaversum recibió fondos de la Autoridad de Desarrollo de Medios de Singapur para crear la ciudad. Singapur se inauguró el 9 de agosto, con una gran celebración para el Día Nacional de Singapur. El primer distrito de Singapur en ser construido fue el área alrededor de la avenida principal Orchard Road.

### London
En diciembre de 2009 llegó Londres como la tercera ciudad en ser lanzada en Twinity. Los usuarios pueden visitar el famoso distrito del Soho (Londres), paseando por Oxford Street, bajando por Trafalgar Square y por Piccadilly Circus, Buckingham Palace y China Town. El 30 de abril de 2009 Metaversum anunció nuevas áreas de la ciudad que serían añadidas: West End, así como The Strand, incluyendo el puente Millennium Bridge y el teatro Shakespeare's Globe (los dos últimos serían ubicados a la orilla sur del Támesis).

### Miami
Miami virtual fue la cuarta ciudad que Twinity abrió en julio de 2010 y la primera ciudad de los Estados Unidos. Miami virtual está centrada en South Beach, cubriendo mayoritariamente el área alrededor del Lummus Park y la Ocean Drive. Miami fue la primera ciudad interactiva en Twinity: los usuarios pueden nadar en el mar con sus avatares o crear castillos de arena. Twinity sigue el ciclo natural de día y noche, lo que significa que cuando oscurece en Europa, es aún de día en Miami. La apertura de una ciudad norteamericana fue un paso hacia la creación de una comunidad de Twinizens estadounidenses. En julio de 2010 Twinity alcanzó los 500 000 usuarios registrados desde que se abrió al público.

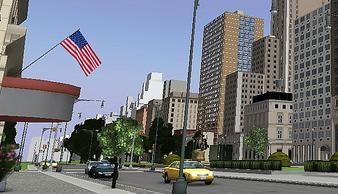
Nueva York en Twinity

### Nueva York
En octubre de 2010 se abrió Nueva York como la quinta ciudad en Twinity. El punto de inicio del Nueva York virtual es la Grand Army Plaza, y desde ahí los usuarios pueden visitar lugares como Central Park, la Trump Tower, el Solow building o la Biblioteca pública de Nueva York. Los avatares pueden moverse por las calles caminando o con la ayuda de un vehículo (bicicleta, patinete, moto o coche) y descubriendo las calles con el mismo nombre que en la realidad. Los usuarios pueden comprobar la posición de su avatar en el mini mapa proporcionado por Google Maps.

## Comunidad

### Tipos de cuenta
Anteriormente existía la cuenta básica, la premium y la comercial en Twinity, ofreciendo diferentes niveles de uso del mundo y de sus servicios. Desde mayo de 2011, con la membresía básica, se puede acceder a todos los tipos de niveles de uso y servicios. Al registrarse y crear un avatar, el usuario puede alquilar un apartamento, visitar las ciudades, los lugares privados creados por otros usuarios, subir contenido propio, diseñar ropa o comprar y vender apartamentos. Para convertirse en un miembro de Twinity, es necesario ser mayor de edad en el país de residencia.

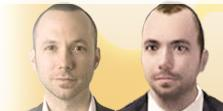
Avatar creado con Photofit

### Creación del avatar
Los miembros de Twinity pueden registrarse en el mundo virtual usando su identidad real de la misma manera que hacen en otros sitios como en Facebook, y también pueden ajustar su avatar a su aspecto físico real usando las diferentes opciones del programa y usando la aplicación Photofit para simular su rostro. El usuario usa su foto y adapta la geometría de su cara, de forma que su versión virtual se acerque al máximo a como es en la vida real. También existe la opción de crear un nuevo alter ego y disfrutar como en un juego de rol.

### Globals
La moneda virtual usada en Twinity se llama «globals», la cual es equivalente a una conversión de 90 globals por un euro. Con los globals, los Twinizens pueden comprar ropa, artículos, animaciones y pagar por su propio apartamento virtual. Los globals se pueden comprar con tarjeta de crédito en la página principal usando PayPal o a través de Mopay. Los usuarios también pueden ganar globals participando en concursos y eventos virtuales, usando SponsorPay o acabando el Tour de Bienvenida después de registrarse.

### Contenido
Muchos Twinizens son creadores de contenido, diseñan y venden sus propios productos dentro del mundo, o incluso filman sus propios videojuegos en formato machinima. Pueden crear sus propios apartamentos, clubs, tiendas y espacios para compartir con otros Twinizens y ser anfitriones de sus propios eventos. En el otoño de 2010 se les proporcionó a todos los usuarios, tanto nuevos como antiguos, un apartamento gratuito para que pudieran empezar a decorar. Los usuarios pueden crear sus propios muebles o comprarlos de las tiendas de Twinity. En la página web de Twinity existe la agencia inmobiliaria, donde los Twinizens pueden encontrar un apartamento a su medida. El mundo virtual también ofrece un sistema de méritos basado en medallas, destinadas a promover el contenido, las aplicaciones disponibles, los grupos y cualquier aspecto relacionado con la parte virtual del mundo. Anshe Chung ha participado en la creación de Palmadora, situada en Ibiza.

## Software
El cliente puede acceder a Twinity de forma gratuita. El programa está disponible para descargar en la web principal y se conecta a un servidor a través de la red de Twinity. Cuando el cliente la abre, la aplicación accede a la información a través de internet y conecta al usuario con el mundo virtual en 3D. Twinity utiliza tecnología de texturización Next Generation para proporcionar una experiencia visual de gráficas comparable con las últimas versiones en la industria de los videojuegos. Esto incluye mapas de cubo, Screen Space Ambient Occlusion o glow shader effects, que son los encargados de post renderizar el resultado final. Twinity también usa datos de mapa en 3D actualmente usados en Satnav y Google Earth, lo que permite visualizar los edificios, calles y mapas como en el mundo real. Una gran parte del contenido en Twinity es generado por los usuarios: pueden crear objetos 3D, ropa, muebles, plantas de apartamentos y animaciones, que pueden ser subidas al cliente de Twinity o exportadas como archivos Collada a través de herramientas de modelaje 3D como Google Sketchup, Blender, Autodesk 3Ds Max o Autodesk Maya.